# Montanhas Vumba

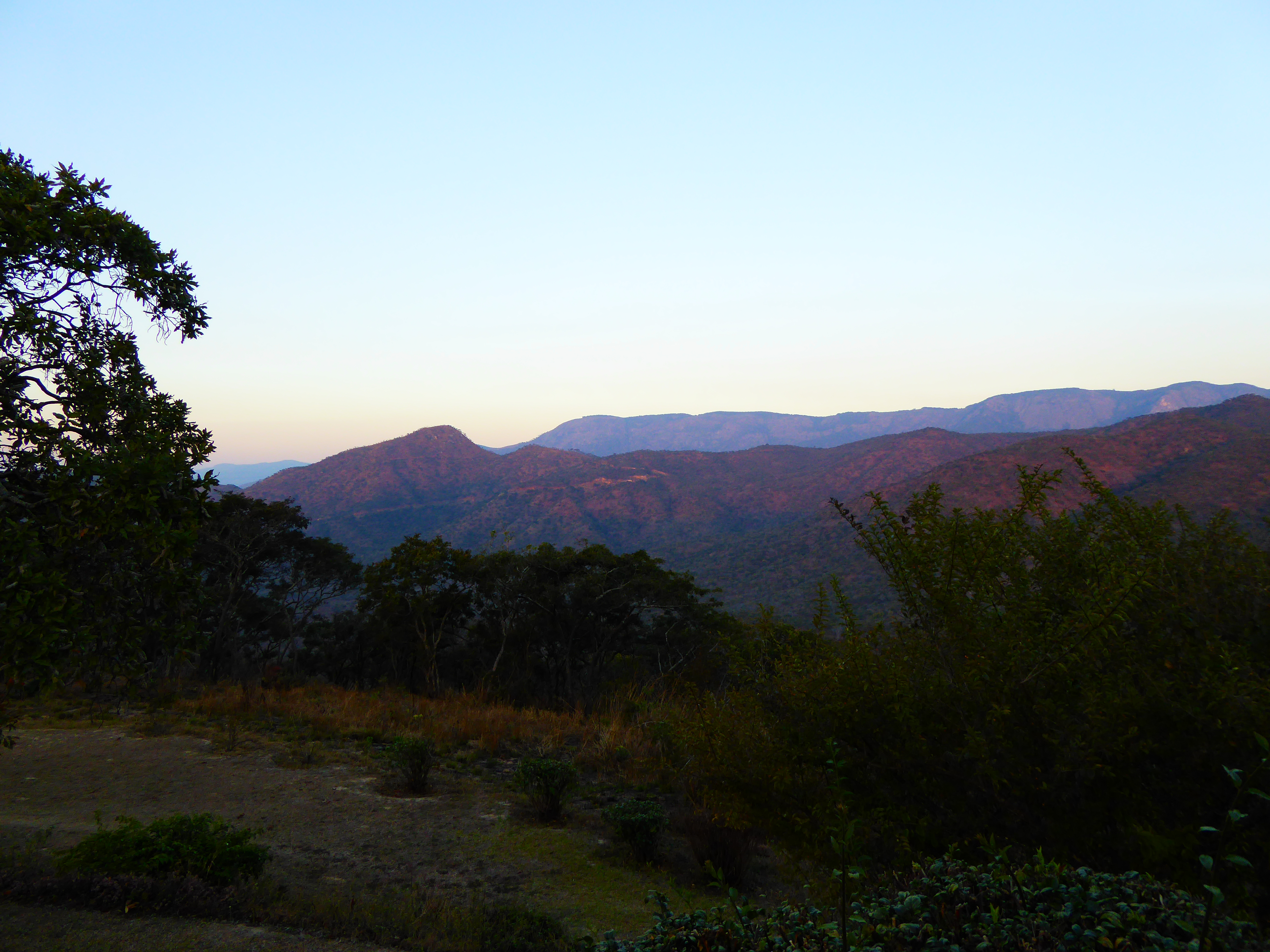
Montanhas Vumba

Vumba (Bvumba) é uma pequena serra situada na fronteira entre o Zimbabué e Moçambique, a sudeste da cidade de Mutare. No centro destas montanhas localizam-se a Reserva Natural da Floresta Bunga e alguns jardins botânicos. O ponto culminante desta formação é o Monte Vumba, situado em território moçambicano (no distrito de Manica) e que tem uma altitude de 1684 metros.
Esta serra contêm importantes vestígios de ocupação humana pré-histórica, especialmente as pinturas rupestres das estações arqueológicas de Chinhamapere e Moucondihwa.